# Файзиев, Санжар Азаматович
Санжар Азаматович Файзиев (узб. Sanjar Fayziyev; род. 29 июля 1994, Ташкент) — узбекский профессиональный теннисист. Победитель двух турниров ATP Challenger в парном разряде; бронзовый призёр Азиатских игр 2014 года в команде; двукратный бронзовый призёр Азиатских игр в помещениях 2017 года: в одиночном разряде и в смешанной паре; двукратный чемпион Универсиады 2019 года: в парном разряде и в команде.
С 2014 года Файзиев представляет Узбекистан на Кубке Дэвиса, где его рекорд W/L: 8—17.

## Общая информация
Родился 29 июля 1994 года в Ташкенте, в Узбекистане.

## Спортивная карьера
В 2016—2019 годах стал победителем семи турниров серии «фьючерс» в одиночном разряде.
И в 2016—2022 годах стал победителем ещё двух турниров серии «челленджер» и шестнадцати «фьючерсов» в парном разряде.
В июле 2019 года в Неаполе (Италия) он стал чемпионом летней Универсиады 2019 года в парном разряде вместе с Хумаюном Султановым, — в финале победив корейскую пару Хон Сён Чан и Шин Сан-хуэй, и чемпионом в командном турнире.
С 25 июля 2023 года Международным агентством по обеспечению честности в теннисе (ITIA) дисквалифицирован на 3,5 года и оштрафован на $15 тысяч за участие в договорных матчах, и ему запрещено играть, тренировать и посещать теннисные мероприятия в течение времени дисквалификации.

## Рейтинг на конец года
| Год  | Одиночный рейтинг | Парный рейтинг |
| 2024 | —                 | —              |
| 2023 | 1535              | 861            |
| 2022 | 1218              | 180            |
| 2021 | 545               | 358            |
| 2020 | 513               | 519            |
| 2019 | 407               | 397            |
| 2018 | 412               | 303            |
| 2017 | 402               | 436            |
| 2016 | 372               | 433            |
| 2015 | 484               | 492            |
| 2014 | 767               | 1803           |
| 2013 | 1025              | —              |